# Kyohei Sugiura
Kyohei Sugiura (født 11. januar 1989) er en japansk fodboldspiller, som spiller for den japanske fodboldklub Zweigen Kanazawa.